# Solarpunk
Solarpunk – ruch literacki i artystyczny, który działa na rzecz urzeczywistnienia zrównoważonej przyszłości, w trakcie której ludzka społeczność będzie żyła w harmonii z naturą. Słowo „solar” reprezentuje energię słoneczną jako odnawialne źródło energii i optymistyczną wizję przyszłości, natomiast „punk” nawiązuje do kontrkulturowego, postkapitalistycznego i dekolonialnego entuzjazmu dla tworzenia takiej przyszłości.
Jako podgatunek literatury fantastycznonaukowej dzieła solarpunkowe zmuszają do zastanowienia się nad tym, jak mogłaby wyglądać przyszłość, gdyby ludzkości udało się rozwiązać główne współczesne wyzwania, kładąc nacisk na zrównoważony rozwój, wpływ człowieka na środowisko oraz zajęcie się zmianami klimatycznymi i zanieczyszczeniami. Jako podgatunek fantastyki jest powiązany z cyberpunkiem i może zapożyczać elementy z utopii oraz fantasy.